# امامزاده بابا منیر
امامزاده بابا منیر مربوط به دوره صفوی است و در شهرستان ممسنی، بخش ماهورمیلاتی، روستای بابامنیر واقع شده و این اثر در تاریخ ۱۱ دی ۱۳۸۰ با شمارهٔ ثبت ۴۵۴۳ به‌عنوان یکی از آثار ملی ایران به ثبت رسیده است.